# Озеро Паліастомі (фільм, 1963)
«Озеро Паліастомі» (груз. «პალიასტომი») — грузинський радянський художній фільм 1963 року кінорежисера Сіко Долідзе.

## Актори
- Серго Закаріадзе — Іван
- М. Джибладзе — Ніко
- Дудухана Церодзе — Ека
- Мегі Цулукідзе —  Графиня Кетевані
- Г. Чачава — Цира
- Зейнаб Ботсвадзе — Паті
- Вахтанг Нінуа — Katsia
- Васо Цуладзе — Besarioni
- Л. Казаішвілі — Almaskhani
- Гурам Сагарадзе — семінарист